# Sambhaav Metro
Sambhaav Metro (Gujarati: સમભાવ મેટ્રો) is een dagblad in Gujarati dat zes dagen per week uitkomt in Ahmedabad (Gujarat, India). De krant werd in 1986 opgericht onder de naam Sambhaav en was toentertijd een broadsheet. Het blad heet tegenwoordig 'Sambhaav Metro' en verschijnt in het tabloid-formaat. Het blad richt zich vooral op nieuws en gebeurtenissen in en rond, of gerelateerd aan Ahmedabad. Dit onder het motto “Pakku Amdavadi” (Gujarati: પાક્કું અમદાવાદી). De eigenaar is Sambhaav Media Ltd. en wordt uitgegeven door Kiran Vadodaria. De hoofdredacteur is Pragnesh Shukla (gegevens 2016).